# V-бомбардувальники
V-бомбардувальники - літаки Королівських ВПС Британії у 1950-х і 1960-х роках, які складали стратегічні ядерні ударні сили Сполученого Королівства, відомі як головні "сили-V" або "V-бомбардувальники". Було 3 моделі стратегічних бомбардувальників, назви яких починались на V: Vickers Valiant, Avro Vulcan і Handley Page Victor. V-сили досягли свого піку в червні 1964 року з 50 Valiants, 70 Vulcans та 39 Victors.
Коли стало зрозуміло, що радянські ракети класу «земля-повітря», як С-75 «Двіна», можуть збивати високолітні літаки, V-бомбардувальники змінили методи атаки на низькополітні удари. Крім того, конструкцію ракети Blue Steel було змінено на конструкції для низьковисотного проникнення та прориву, через це значно зменшився радіус дії літаків. Тоді планувалося перейти до балістичної ракети повітряного базування Skybolt значно більшої дальності. Коли США скасували розробку Skybolt, ідея сил V стала під питанням. Це призвело до того, що Королівський флот взяв на себе роль ядерного стримування з 1968 року, використовуючи балістичні ракети підводного човна UGM-27 Polaris, запущені з атомних підводних човнів. Тактична роль перейшла до менших літаків, таких як SEPECAT Jaguar і Panavia Tornado.
Бомбардувальники V також були здатні скидати звичайні боєприпаси, підтримувану складною аналоговою комп’ютерною системою, відомою як "Система навігації та бомбардування", що дозволяло точно бомбити навіть на дуже великих відстанях. Під час Суецької кризи Valiants використовувалися як звичайні бомбардувальники. «Віктори» та «Вулкани» були відправлені на Малайський архіпелаг як стримуючий фактор під час протистояння Індонезії та Малайзії але в боях вони не використовувалися. Вулкани прославились через звичайні бомбардування Блек Бака під час Фолклендської війни 1982 року. Для підтримки таких місій були розроблені версії літаків-заправників усіх трьох конструкцій. Випускалися розвідувальні версії, а також протягом їхньої експлуатації були створені інші модифікації.
«Валіантс» були зняті з експлуатації в 1964 році після того, як стали очевидними проблеми з втомою металу їхніх крил; запланований низьковисотний варіант не вийшов за рамки прототипу. Використання всіх бомбардувальників V як платформ для використання зброї, як ядерної, так і звичайної, припинилося в 1982 році.

## Концепція
Командування бомбардувальної авіації Королівських ВПС закінчило Другу світову війну зі стратегією використання важких чотирипоршневих бомбардувальників для масових нальотів і залишилося відданим цій стратегії безпосередньо в післявоєнному періоді. Для цієї мети командування взяли на озброєння Avro Lincoln, оновлену версію Avro Lancaster військового часу, як стандартний бомбардувальник. Виробництво Lincoln продовжилося після війни, і в кінцевому підсумку було побудовано 450 машин. Хоча в 1945 році його рекламували як могутній бомбардувальник, йому бракувало дальності для досягнення цілей у Радянському Союзі, і він був би вразливим для нових реактивних винищувачів, які тоді почали активно з'являтися.
Члени командування і уряду прагнули прийняти на озброєння нову ядерну зброю і застосовувати досягнення в авіабудуванні, щоб запровадити більш потужні та ефективні засоби ведення війни. У листопаді 1944 року начальник штабів Великої Британії попросив сера Генрі Тізарда надати звіт про потенційні майбутні засоби ведення війни. У липні 1945 року комітет Тізарда, не знаючи про хід зусиль союзників зі створення атомної бомби, закликав заохочувати широкомасштабні дослідження атомної енергії. Він передбачав руйнівні наслідки атомної зброї та передбачав високолітаючі реактивні бомбардувальники зі швидкістю до 800 км/год на висоті 12 000 м. Вважалося, що потенційних агресорів може відлякувати розуміння того, що Британія відповість атомною зброєю у разі нападу.
Навіть у той час були ті, хто бачив, що керовані ракети зрештою зроблять такі літаки вразливими, але розробка таких ракет виявилася важкою, і швидкі й високолітаючі реактивні бомбардувальники могли служити роками, перш ніж виникне потреба в чомусь кращому. Сотні бомбардувальників були непотрібними, якщо один бомбардувальник міг знищити ціле місто чи військовий об’єкт за допомогою 1 ядерної бомби. Це мав би бути великий бомбардувальник, оскільки представники першого покоління ядерної зброї були великими та досить важкими. Такий великий і технологічний бомбардувальник був би дорогим у розрахунку на одиницю, оскільки він мав би вироблятися у малих кількостях.
Під час початку Другої світової війни у Великій Британії був створений проект ядерної зброї під кодовою назвою Tube Alloys, який Квебекська угода 1943 року об’єднала з американським Манхеттенським проектом. Британський уряд вірив, що Сполучені Штати продовжуватимуть ділитися ядерними технологіями, які він розглядав як спільне відкриття, але закон США про атомну енергію 1946 року (Закон Макмеона) забороняв ділитися ядерними технологіями з іншими країнами, тому далі Великій Британії довелося далі самій працювати над своїм ядерним проектом який отримав кодову назву High Explosive Research. Британський уряд розглядав це як відродження ізоляціонізму Сполучених Штатів, як це сталося після Першої світової війни, і боялась можливості того, що Британії доведеться боротися з агресором самотужки. Вона також побоювалась, що країна може втратити свій статус великої держави та свій вплив у світовій політиці. Перша британська атомна бомба була випробувана під час операції "Ураган" 3 жовтня 1952 року.

## Історія створення
У листопаді 1946 р. Міністерство авіації Британії випустило оперативну вимогу (OR230) щодо передового реактивного бомбардувальника, здатного нести бомбове навантаження близько 4500 кг до цілі на відстані 3700 км від аеродрому в будь-якій точці світу. Крейсерська швидкість мала б складати 930 км/год і висота польоту від 11 000 – 15 000 м. Маса бомбового навантаження виникла із попередньої експлуатаційної вимоги до атомної бомби (OR1001), яка вказувала максимальну вагу 4500 кг. Вимоги до швидкості та висоти були засновані на тому, що вважалося необхідним для проникнення в протиповітряну оборону противника. Сам літак мав важити не більше 91 000 кг. Міністерство постачання відмовилося і спочатку відмовилося прийняти OR230. Розрахунки показали, що такому літаку знадобиться злітно-посадкова смуга довжиною мінімум 1800 м. Злітно-посадкові смуги командування бомбардувальників були побудовані для роботи з «Ланкастером», і розширення їх було б дорогим заходом, що передбачало б не тільки додаткове будівництво, але й роботи з придбання землі та знесення будівель на ній. OR230 ніколи не буде виконано, і в кінцевому підсумку було скасовано 17 вересня 1952 року.
Комітет з оперативних вимог зібрався для обговорення OR230 17 грудня 1946 року. Цей комітет очолював заступник начальника авіаційного штабу маршал сер Вільям Діксон, а Стюарт Скотт-Холл, головний директор з технічного розвитку, представляв Міністерство постачання. Результатом стала нова оперативна вимога (OR229) 7 січня 1947 року. Це була майже така ж, як OR230, але дальність польоту була скорочена до 2800 км, а маса зменшена до 45 000 кг. OR229 лягло в основу специфікації Міністерства авіації, B.35/46. Запит на розробку надійшов до більшості найбільших виробників літаків Сполученого Королівства: Handley Page, Armstrong Whitworth, Avro, Bristol, Short Brothers і English Electric.

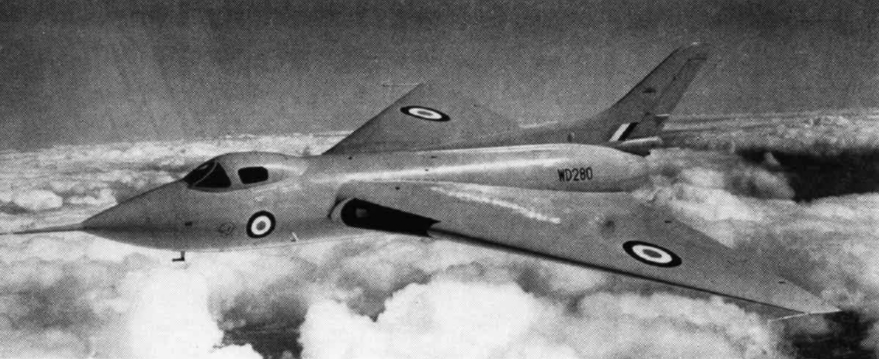
Avro 707 в польоті у 1951 році; цей тип був розроблений для перевірки конфігурації безхвостого товстого дельтавидного, яке згодом буде встановлено на Avro Vulcan

30 квітня 1947 року Armstrong Whitworth, Avro, English Electric і Handley Page були запрошені, щоб подати офіційні тендери на проектування та створення майбутнього літака. 28 липня 1947 року відбулася тендерна конференція з проектування, на якій було ухвалено рішення замовити проект, представлений Avro, разом з невеликою літаючою моделлю для випробування її дизайну трикутного крила. На конференції також було ухвалено рішення дослідити концепцію крила півмісяця як страхування від невдачі дельта-крила. Обидва проекти Хендлі Пейджа та Армстронга Віттворта були розглянуті. У листопаді 1947 року Міністерство постачання надало Avro фінансове забезпечення у вигляді наказу про наміри продовжити, так зване "Intention to Proceed" (ITP). Консультативний комітет вибрав дизайн Хендлі Пейдж 23 грудня 1947 року, і йому також було надано перевагу.
На нараді 17 грудня 1946 року, на якій було запропоновано OR230, також було ухвалено рішення розглядати пропозиції щодо більш консервативної конструкції, яка могла б бути введена в експлуатацію швидше, і могла б служити додатковою страховкою від невдачі обох більш продвинутих проектів. Це було виражено в іншій експлуатаційній вимозі (OR239), на основі якої була створена специфікація Міністерства повітряного транспорту, B.14/46, яка була видана 11 серпня 1947 року. Вона мала нижчі вимоги до висоти і швидкості польоту, ніж B.35/46, але в іншому проекти були ідентичні. Дизайн був висунутий компанією Shorts, яка отримав ITP у листопаді 1947 року. Результатом був надзвичайно консервативний дизайн із прямими крилами, Short Sperrin, який на практиці був трохи більше, ніж реактивний Лінкольн.
Тим часом Vickers-Armstrong виготовила конструкцію стрілоподібного крила, Vickers 660. Це було рішення було відхилено, оскільки воно не відповідало специфікації B.35/46; але оцінка продуктивності «Сперріна» змусила посадовців міністерства повітряних сил переглянути. Нова специфікація, B.9/48, була розроблена на основі проекту Віккерса-Армстронга, дозвіл, якого був опублікований 19 липня 1948 року. ITP було надано компанії Vickers-Armstrong у квітні 1948 року, після чого був укладений контракт на два прототипи в лютому 1949 року, тоді як Shorts отримав контракт просто на два прототипи в лютому 1949 року. Перший прототип Vickers 660 здійснив політ 18 травня 1951 року, за три місяці до першого прототипу Sperrin, який вперше здійснив політ 10 серпня 1951 року. Більше не потрібно, Sperrin було скасовано; були побудовані лише два прототипи.
Vickers-Armstrong назвав свій літак Vickers Valiant. До цього бомбардувальники називалися на честь міст Британії або Співдружності, але в жовтні 1952 року міністерство авіації вирішило прийняти алітеровані назви, а іншими конструкціями з подібними назвами стали Avro Vulcan і Handley-Page Victor. Відтепер ці три будуть відомі як бомбардувальники-V, або сила-V. Незважаючи на те, що підхід до створення однієї конструкції бомбардувальника для кожної категорії було дорожчим, повітряне командування наполягало на тому, щоб мати вибір. Головний маршал авіації сер Джон Слессор вважав, що якби ВПС були змушені вибрати один із трьох британських бомбардувальників, які розроблялися наприкінці 1930-х років — Avro Manchester, Short Stirling та Handley Page Halifax,— вони вибрали б неправильний.
В якості зупинки, британці оголосили 27 січня 1950, що згодні придбати бомбардувальники Boeing B-29 Superfortress у Сполучених Штатів відповідно до нещодавно прийнятого американського Закону про взаємну оборонну допомогу. Це дозволило міністерству авіації відмовитися від розробки Sperrin. B-29 служив у стратегічному командуванні під назвою Washington B1. Стратегічне командування отримало свій перший "Вашингтон" 22 березня того ж року, 87 був доставлений у червні 1952 року. Як і Lincoln, це був літак з поршневим двигуном, і хоча він мав досягати Радянського Союзу з британських баз, він не мав можливості нести ядерну зброю. Стратегічне командування планувало використовувати їх проти радянських баз бомбардувальників. «Вашингтон» страждав від проблем з обслуговуванням через брак запасних частин, і більшість з них було повернуто до США між липнем 1953 року і липнем 1954 року; чотири залишалися на службі до 1958 року. Їх роль взяв на себе новий бомбардувальник Canberra.

## Експлуатація

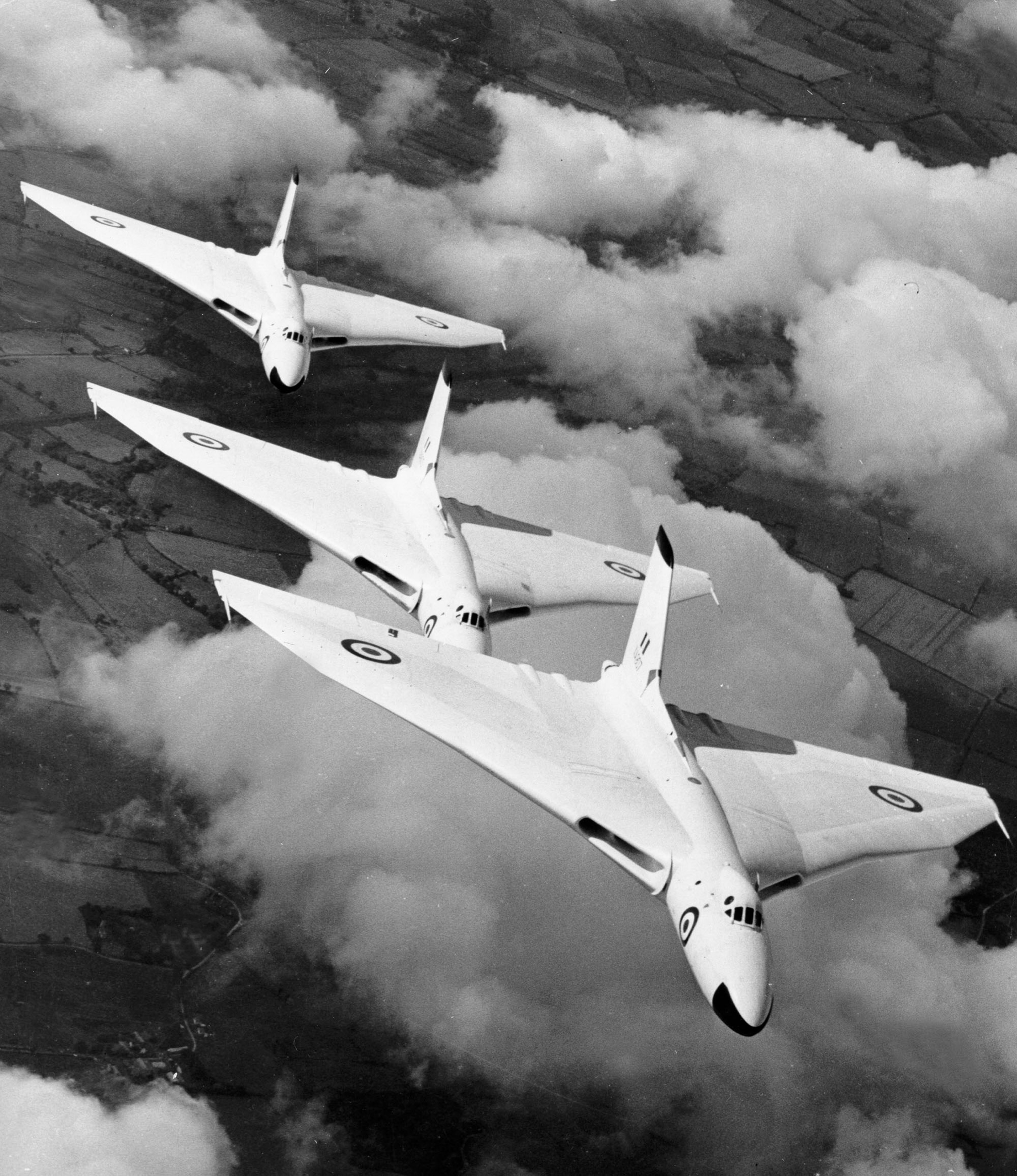
Троє "вулканів" у польоті в 1957 році, пофарбовані в білий колір, щоб мінімізувати шкоду від світлового випромінювання через можливі ядерні вибухи, кругляки на крилах чорні.

Коли 7 і 11 листопада 1953 року перші атомні бомби «Блакитний Дунай» були передані до Школи командного озброєння бомбардувальників Повітряного Командування, там не мали бомбардувальників, здатних нести їх. Сер Вільям Пенні зазначав, що "Командування тривалий час керувало літаками і можуть літати на Valiants, як тільки вони зійдуть з конвеєра. Але Королівські ВПС ще не займалися атомною зброєю, тому ми повинні доставити деякі бомби в Командування якомога раніше, щоб вони могли навчитись експлуатувати їх». 13 березня 1952 року «Канберра» і «Валіант» отримали статус «суперпріоритетних», а в грудні «Вулкан» і «Віктор» також отримали цей пріоритет.
"Варіант" був запущений у виробництво як перший V-бомбардувальник у 1955 році. «Валіант» надійшов на озброєння в лютому 1955 року, «Вулкан» у травні 1956 року та «Віктор» у листопаді 1957 року. В червні 1955 року в Командуванні було сформовано оперативне відділення № 232, і почалося навчання льотного складу. Перша ланка таких літаків прибула в січні 1955 року у 138-ескадрилью, ланка отримала назву "Доблесні", а за нею слідувала 543-я ескадрилья, яка була сформована 1 червня 1955 року, перш ніж перейти до аеродрому "Wyton". Ще дві бази з Valiant були створені і на аеродромі "Honington" у 1956 році, і швидко було сформовано ще шість ескадрилій: 214 ескадрилья на аеродромі "Marham" у березні, 207 ескадрилья на аеродромі "Marham", 49 ескадрилья на аеродромі "Witter" у травні, 148 ескадрилья в аеродромі "Marham" у липні, 7 ескадрилья на аеродромі "Honington" у листопаді і, нарешті 90 ескадрилья на аеродромі "Honington" у січні 1957 року.
У січні 1957 року Vulcan з бортовим номером XA895 був призначений до підрозділу № 230, на аеродромі "Waddington", тоді і почалося навчання екіпажу Vulcan. Перша 83-я ескадрилья Vulcan, була сформована на аеродромі "Waddington" у травні 1957 року. Спочатку вона використовувала літаки, запозичені з підрозділу № 230, поки не отримала свій перший Vulcan з бортовим номером XA905, 11 липня 1957 року. 101 ескадрилья, яка була сформована на аеродромі "Finningley" 15 жовтня 1957 року. Третя ескадрилья «Вулканів" стала 617 ескадрилья, яка була сформована 1 травня 1958 року на аеродромі "Scampton", на тому самому аеродрому, з якого вона здійснювала рейди в Дамбастер у травні 1943 року. 29 листопада 1957 року оперативний конверсійний підрозділ № 232 отримав свій перший «Віктор». Першою оперативною ескадрильєю «Віктор» була 10-я ескадрилья, яка отримала свій перший «Віктор» 9 квітня 1958 року та була сформована 15 квітня. Наступною стала 15-я ескадрилья, сформована була 1 вересня 1958 року, та 57-я ескадрилья була сформована 1 січня 1959 року.
Ядерні ударні сили Великої Британії стали офіційно відомі як "Сили-V" або "Головні сили". Кількість V-сил на кінець 1958 р. становили 41 літак
- 7 ескадрилья, Аеродром "Honington", Valiant B.1.
- 10 ескадрилья, Аеродром "Cottesmore", Віктор B.1.
- 15 ескадрилья, Аеродром "Cottesmore", Віктор B.1.
- 18 ескадрилья, Аеродром "Finningley", Valiant B.1.
- 49 ескадрилья, Аеродром "Wittering", Valiant B.1.
- 83 ескадрилья, Аеродром "Waddington", Vulcan B.1.
- 90 ескадрилья, Аеродром "Honington", Valiant B.1.
- 101 ескадрилья, Аеродром "Finningley", Vulcan B.1.
- 138 ескадрилья, Аеродром "Wittering", Valiant B.1.
- 148 ескадрилья, Аеродром "Marham", Valiant B.1.
- 207 ескадрилья, Аеродром "Marham", Valiant B.1.
- 214 ескадрилья, Аеродром "Marham", Valiant B.1.
- 543 ескадрилья, Аеродром "Wyton", Valiant B.1
- 617 ескадрилья, Аеродром "Scampton", Vulcan B.1.

### Друге покоління
Створення та подальший розвиток ефективних реактивних винищувачів, ракет протиповітряної та протиракетної оборони обіцяли зробити висолітаючи бомбардувальники з ядерною зброєю на борту дуже вразливими і як наслідок неефективними. Зробити V-бомбардувальники достатньо швидкими, щоб ускладнити їх знаходження та знищення, можна було встановленням нових, потужніших двигунів. Оскільки тогочасні радянські винищувачі МіГ-19, мали практичну стелю 17 899 м, V-бомбардувальник могли уникнути зустрічі з ними, залетівши на висоту 18 000 м. Два десятки нових моделі Vulcan з індексом B.2, мали:
•Двигуни Bristol Olympus 201 потужністю 76 кН;
•Більший розмах крил;
•Нова авіоніка.
Нові літаки були замовлені 25 лютого 1956 року. Літаки замовленні у вересні 1954 року і ще 8 замовлених у березня 1955 року були перероблені на модифікацію B.2, загалом їх було 49 одиниць. Ще 40 було замовлено 22 січня 1958 року. Попередня серійна модель з бортовим номером XH533 вперше здійснила політ 19 серпня 1958 року, а під час випробувань у 1959 році досягла висоти 18 700 м. Крила та нові двигуни збільшили практичну дальність до 400-480 км. Другий серійний B.2 (XH558) був доставлений до підрозділу оперативних переобладнань № 230 1 липня 1960 року. Після приходу у військові частини версії Vulcan B.2, модифікація B.1 була знята з озброєння, а всі замовлені до цього одиниці були оновлені до стандарту B.1A шляхом встановлення більшої кількості електроніки. Більша частина цієї роботи була виконана компанією "Армстронгом Вітворт".
У 1959 році всі Victor B.1 були модифіковані. Модифікація включала додавання зонда дозаправки в польоті, нового обладнання для електронних засобів протидії, радара повітряних цілей в хвостовій частині, опущених передніх кромок крил і посилену кабіну. Ця модифікована версія була відома як Victor B.1A. Покращена версія Victor також мала бути обладнана двигунами Armstrong Siddeley Sapphire 9, покращеної версії Sapphire 7 у Victor B.1. Однак розробка Sapphire 9 була скасована Міністерством постачання в лютому 1956 року, а незначне вдосконалення Sapphire 7 у березні 1956 року збільшило тягу літака до 49 кН, тому було ухвалено рішення відправити партію з 33 Victor, замовлених у травні 1955 року разом із Sapphire 7. Решта 8 разом із ще 18 Victor, замовленими в січні 1956 року, були виготовлені як Victor B.2, а двигуни Rolls-Royce Conway RCo.11 забезпечували тягу до 76,7 кН. Нові двигуни Conway вимагали переробки, адже вони вимагали збільшених забірників повітря, щоб забезпечити більший необхідний потік повітря, розмах крил був збільшений з 34 до 37 м. Як і у Vulcan, електричну систему DC замінили на AC. Прототип Victor B.2 (XH668) вперше здійснив політ 20 лютого 1959 року, але був втрачений над Ірландським морем 20 серпня того ж року. Перший серійний B.2 (XL188) був переданий 2 листопада 1961 року, а 1 лютого 1962 року, 139 ескадрилья стала першою ескадрильєю з Victor B.2 на озброєнні.
Представниками V сил на кінець 1962 року були:
- 9 ескадрилья, аеродром "Coningsby", Vulcan B.2
- 10 ескадрилья, аеродром "Cottesmore", Віктор B.1
- 12 ескадрилья, аеродром "Coningsby", Vulcan B.2
- 15 ескадрилья, аеродром "Cottesmore", Віктор B.1
- 27 ескадрилья, аеродром "Scampton", Vulcan B.1
- 35 ескадрилья, аеродром "Coningsby", Vulcan B.2
- 44 ескадрилья, аеродром "Waddington", Vulcan B.1A
- 50 ескадрилья, аеродром "Waddington", Vulcan B.1A
- 55 ескадрилья, аеродром "Honington", Віктор B.1A
- 57 ескадрилья, аеродром "Honington", Віктор B.1A
- 83 ескадрилья, аеродром "Scampton", Vulcan B.1
- 101 ескадрилья, аеродром "Waddington", Vulcan B.1A
- 100 ескадрилья, аеродром "Wittering", Віктор Б.2
- 139 ескадрилья, аеродром "Wittering", Віктор Б.2
- 617 ескадрилья, аеродром "Scampton", Vulcan B.1

Сили V-бомбардувальників досягли свого піку в червні 1964 року, коли на озброєнні перебували 50 Валіантів, 70 Вулканів і 39 Вікторів. Оглядаючи ретроспективу, рішення про використання трьох типів бомбардувальників V було сумнівним. Як виявилося, всі ролі міг виконувати Valiant, а його модель B.2 була спеціально розроблена для операцій на низькій втсоті, як і всі бомбардувальники-V в останні роки. Більше того, обгрунтування виробництва і Vulcan, і Victor зникло рано. Виробництво Victor B.2 замість того, щоб зосередитися на виробництві Vulcan B.2, було особливо сумнівним тому головний маршал авіації сер Гаррі Бродхерст приписав лобіюванням серу Фредеріка Хендлі Пейджу, бажанням зберегти робочі місця в авіаційній промисловості та уряд, що хотів щоб двигун Rolls-Royce Conway виготовлявся для авіалайнера Vickers VC10.

## Ядерне стримування
Британський уряд добре усвідомлював спустошення, які принесе ядерна війна. У звіті 1953 року було підраховано, що напад на Велику Британію із застосуванням 132 одиниць ядерних бомб призведе до 2 мільйонів жертв. Подальше дослідження, яке розглядало можливий ефект водневих бомб, підрахувало, що всього лише десять можуть перетворити всю Велику Британію на радіоактивну руїну. Враховуючи, що оборона була непрактичною, Велика Британія звернулася до політики стримування, націлюючись на несення можливих ударів по адміністративних центрах Радянського Союзу. У 1957 році Міністерство повітряного транспорту склало список із 131 радянського міста з населенням понад 100 тис. осіб. З них 98 знаходилися в межах 3900 км від Великої Британії. З них було відібрано 44. Вважалося, що через їхнє знищення загине близько тридцяти відсотків міського населення Радянського Союзу, що складало близько 38 мільйонів людей.
Було майже неможливо уявити, що війна з Радянським Союзом не залучатиме Сполучені Штати, і ще в 1946 році американське оборонне планування передбачало використання Великої Британії як бази для ядерних ударів по Радянському Союзу, оскільки авіація ВПС США ще не мали дальніх бомбардувальників, які могли б атакувати ключові цілі в Радянському Союзі з баз у Сполучених Штатах. Але стратегія Сполучених Штатів полягала в тому, що напади на населені пункти не матимуть значущого значення, якщо війна почнеться, тому пріоритетними були військові цілі, зокрема ті, з яких можна було б запустити або розгорнути ядерну зброю.
Координація військових планів між командуванням бомбардувальників ВПС Британії і Стратегічним повітряним командуванням ВПС США (СПК) була налагодженою і тому в 1954-1958 роками було обговорено спільний план війни. Ядерні сили Британії були здатні знищити ключові цілі до того, як літаки-бомбардувальники зі США увійшли б в радянський повітряний простір, враховуючи здатність бомбардувального командування бути на цілі в першій хвилі, за кілька годин до початку дії основних бомбардувальників з баз в Сполучених Штатах. На основі припущення, що до 1959 року командування бомбардувальників Британії матиме близько 100 бомбардувальників-V, угода Командування ВПС США і ВПС Брттанії останній 106 цілей: 69 міст, 17 баз далекої авіації та 20 об'єктів протиповітряної оборони. Атаки на об'єкти протиповітряної оборони розчистили б шлях для хвилі бомбардувальників США. План щорічно оновлювався; у міру вдосконалення радянських можливостей більше уваги приділялося атакам на аеродроми та ракетні бази

### Ядерні випробування
.

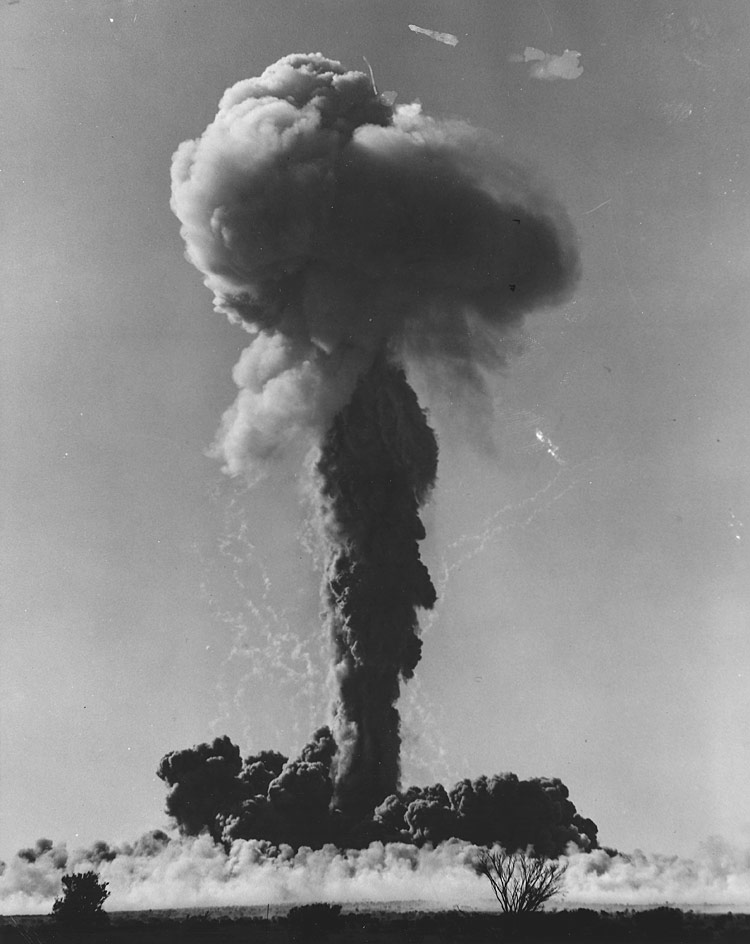
11 жовтня 1956 року Valiant B.1 (WZ366) 49-ї ескадрильї став першим британським літаком, який скинув справжню атомну бомбу під час випробувань Buffalo R3/Kite.

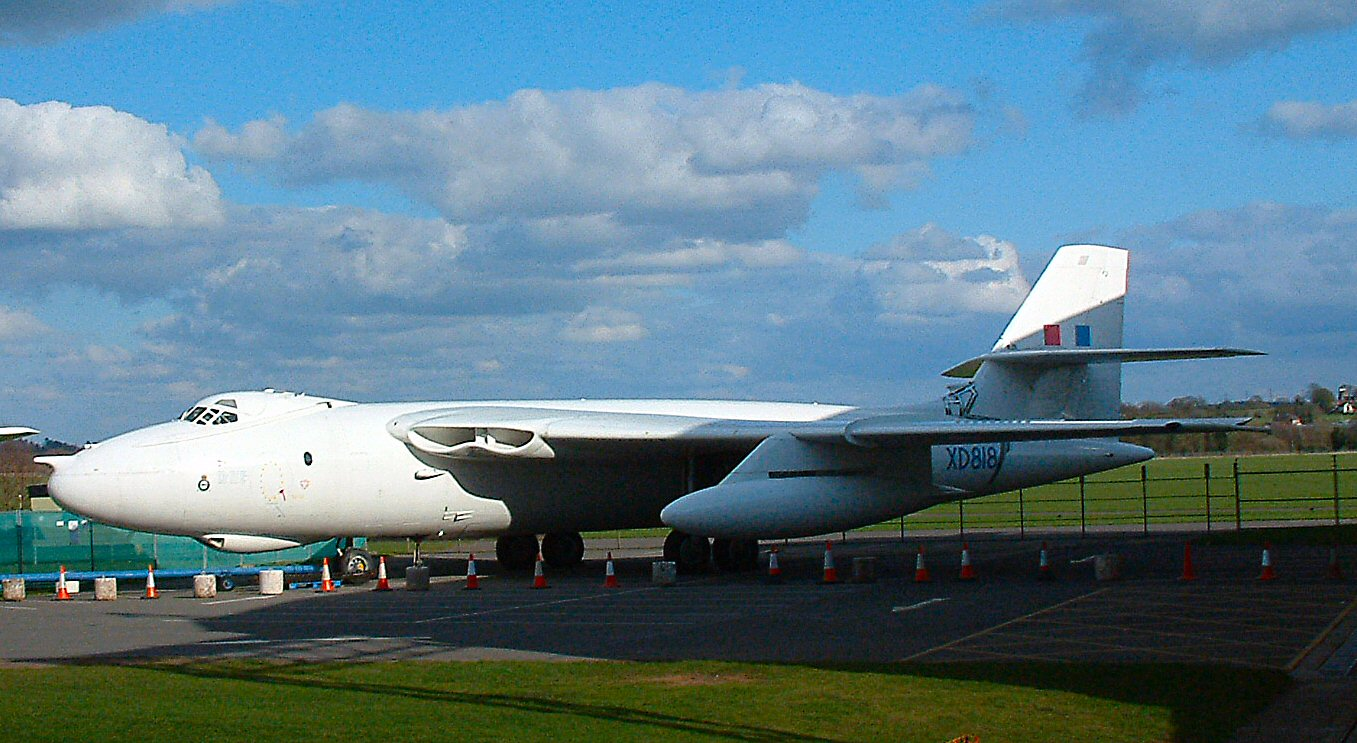
Vickers Valiant B1 XD818, яким керував Кеннет Хаббард під час операції Grapple, у музеї на аеродромі Cosford у 2006 році.

3 серпня 1954 року на аеродромі "Wittering" було сформовано спеціальний "відважний" підрозділ № 1321, який проводив балістичні випробування тренувальних бомб Blue Danube. У березні 1956 року він став "рейсом C" 138 ескадрильї, а 1 травня 1956 року — 49 ескадрильї.
Valiant з бортовими номерами WZ366 і WZ367 були доставлені до Маралінги, Південна Австралія, для операції Buffalo. Valiant B.1 WZ366 з 49-ї ескадрильї став першим літаком Стратегічного повітряного командування, який скинув бойову атомну бомбу, коли 11 жовтня 1956 року здійснив пробне скидання 3-кілотонної Blue Danube у Маралінгі. Бомба впала приблизно на 91 м ліворуч і 55 м нище від цілі. Пілотом був командир ескадрильї Едвін Флавелл, а оператором-бомбардувальником був лейтенант Ерік Стейсі, і обидва були нагороджені Хрестами ВПС на церемонії нагородження в 1957 році.
15 травня 1957 року Valiant B.1 (XD818), яким керував командир крила Кеннет Хаббард, скинув першу британську водневу бомбу над Тихим океаном, «Короткий граніт», як частину операції «Грейпл». 49 ескадрилья була обрана для виконання скидання бойової зброї та була оснащена спеціально модифікованими Valiants відповідно до наукових вимог випробувань та інших запобіжних заходів для захисту від теплового та радіаційного випромінювання. Випробування було в основному невдалим, оскільки виміряна продуктивність була меншою за третину від максимально очікуваної, а пристрій не зміг здійснити термоядерний вибух, як було задумано. Першою британською водневою бомбою, яка вибухнула так як планувалося, була Grapple X Round A, скинута 8 листопада 1957 року. Серія випробувань Grapple тривали до 1958 році, бомба Grapple Y вибухнула в квітні 1958 року з потужністю в десять разів більше, ніж оригінальний "Короткий Граніт". Випробування було остаточно припинено в листопаді 1958 року, коли британський уряд вирішив припинити випробування в атмосфері.

### Проект E
У міру зростання виробництва бомбардувальників V, їх кількість перевищила кількість доступної британської ядерної зброї. У 1955 році у Великій Британії було лише десять ядерних бомб, а в 1956 році — лише 14. Щоб компенсувати різницю, американська ядерна зброя була отримана в рамках Проекту E. Оскільки зброя перебувала під вартою в США, вона була недоступна Командуванну Британії для використання як частини незалежного національного ядерного стримування Великої Британії; для цієї мети можна було використовувати лише британську зброю. «Вулкан» і «Віктор» були озброєні британськими бомбами Blue Danube, Red Beard, Fiolet Club та Yellow Sun як у версіях Mk 1, так і Mk 2. Модифікації проекту E у Valiants почали поступати в аеродром "Фарнборо", в лютому 1956 року. Навчання екіпажу проводилося з американськими інструкторами на аеродромі "Boscombe Down".

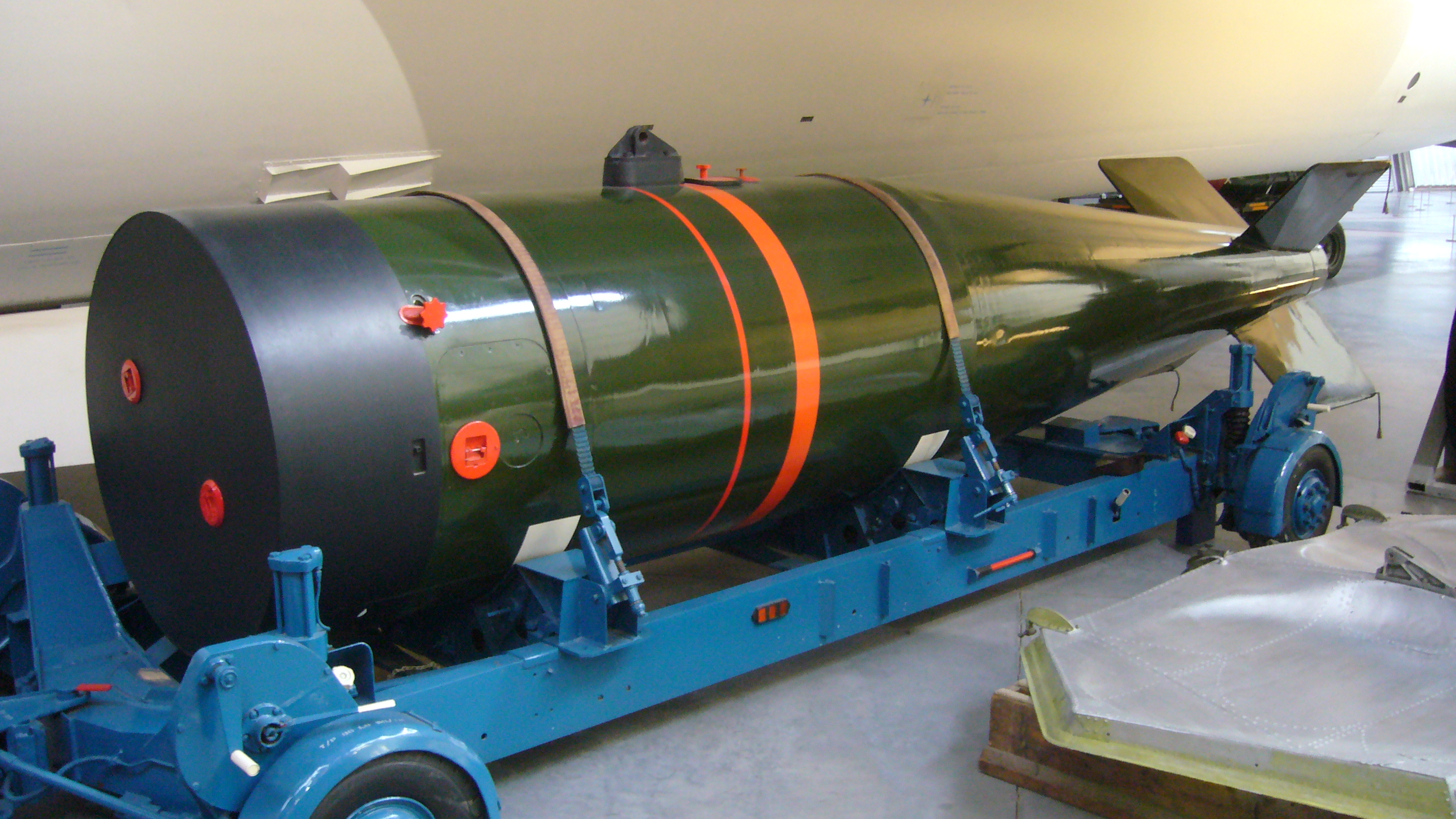
Британська ядерна бомба Yellow Sun, сфотографована під крилом Valiant XD818 у музеї "RAF Cosford"

Запланована кількість бомбардувальників-V була скорочена до 144 літаків, а половину з них планувалося оснастити озброєнням проекту Е. Перші 28 Valiants були модифіковані до жовтня 1957 року, а решта 20 Валіантів разом із 24 Вулканами були готові до січня 1959 року. Відповідно до Меморандуму про взаєморозуміння з проекту E, тільки американський персонал мав доступ до зброї. Це означало, що вони виконували всі завдання щодо зберігання, обслуговування та готовності до бою. Хоча бомби знаходилися на тих же базах, що й бомбардувальники, вони зберігалися в безпечних зонах зберігання (БЗЗ), куди британському персоналу не було дозволено входити. Тому було неможливо зберігати британські та американські бомби разом в одній БЗЗ. Командування бомбардувальників визначило аеродром Marham, аеродром Waddington і аеродром Honington як бази для Проекту E. Тримання бомб під вартою в США створювало оперативні проблеми. Процедура передачі бомб додала додаткові десять хвилин до часу реакції бомбардувальників, а вимога, щоб американський персонал постійно опікувався зброєю, означала, що ні вони, ні бомбардувальники не можуть бути передислоковані на аеродроми перегону.
Спочатку 72 ядерні бомби Mark 5 поставлялися для бомбардувальників-V. Вони мали потужність до 100 кілотонн тротилу. Успішна розробка водневої бомби Великою Британією та сприятливий клімат міжнародних відносин, викликаний кризою "Супутник", призвели до того, що в 1958 році до Закону США про атомну енергію знову було внесено поправки, що призвело до довгого очікуваного відновлення ядерних особливих відносин між Великою Британією та США у формі Угоди про взаємну оборону США та Великої Британії 1958 року. Тепер Сполучені Штати погодилися надати бомбардувальникам V мегатонну зброю замість Mark 5 у вигляді ядерних бомб Mark 15 і Mark 39. Міністерство фінансів негайно надіслало запит, чи означає це, що програма британської мегатонної бомби може бути припинена. Відповідь була негативна; експлуатаційні обмеження, накладені Проектом Е, «фактично надали уряду США право вето на використання половини ядерного засобу стримування Великої Британії». З достатньою кількістю британських бомб під рукою, оперативні проблеми та концепція незалежного ядерного стримування вийшли на перший план.
7 липня 1960 року Повітряне командування ухвалило рішення, що озброєння проекту Е буде припинено до грудня 1962 року, і до цього часу передбачалося, що британської мегатонної зброї буде достатньо для оснащення всіх сил стратегічних бомбардувальників. Зброя проекту Е була замінена британськими бомбами Yellow Sun на аеродромі Honington 1 липня 1961 року та Waddington 30 березня 1962 року. Проблеми, які виникли при розробці бомби "Червоної Бороди", означали, що заміна кілотонної зброї зайняла більше часу. Базовані у Великій Британії Valiants на аеродромах Хонінгтон та Віттерінгу були виведені у квітні та жовтні 1962 року, а останні Valiants були виведені з V-бомбардувальників у липні 1965 року. Останній тренувальний політ був здійснений в січні 1965 року з аеродрому Marham — з бомбою Mark 43, а останній американський персонал покинув базу в липні того ж року.

### Завдання на малій висоті
Ймовірність того, що бомбардувальники зможуть уникнути радянської протиповітряної оборони, зменшилася з появою МіГ-21, які були помічені на аеродромі Тушино 24 червня 1956 року. Загалом ця новина не викликала занепокоєння, оскільки розгортання нових радянських проектів часто займало кілька років, але практична стеля нового винищувача склада 20 000 м і це вже дозволяло йому перехоплювати бомбардувальники-V. В 1957 році з'явилися нові ракети "земля-повітря" С-75. Одна з таких збила американський Lockheed U-2 над СРСР в травні 1960 року. У 1957 році проект надзвукового бомбардувальника Avro 730 був скасований. Це звільнило кошти для ракетної програми "Blue Streak", але її теж було скасовано 24 лютого 1960 року. Щоб зберегти ефективність і термін служби бомбардувальників-V, 3 вересня 1954 року було видано Операційні вимоги (OR1132) щодо нової ракети повітряного запуску з дальністю дії 190 км, яка може бути запущений з V-бомбардувальників. Цією ракетою мала стати Blue Steel. Міністерство постачання уклало контракт на розробку з Avro в березні 1956 року.

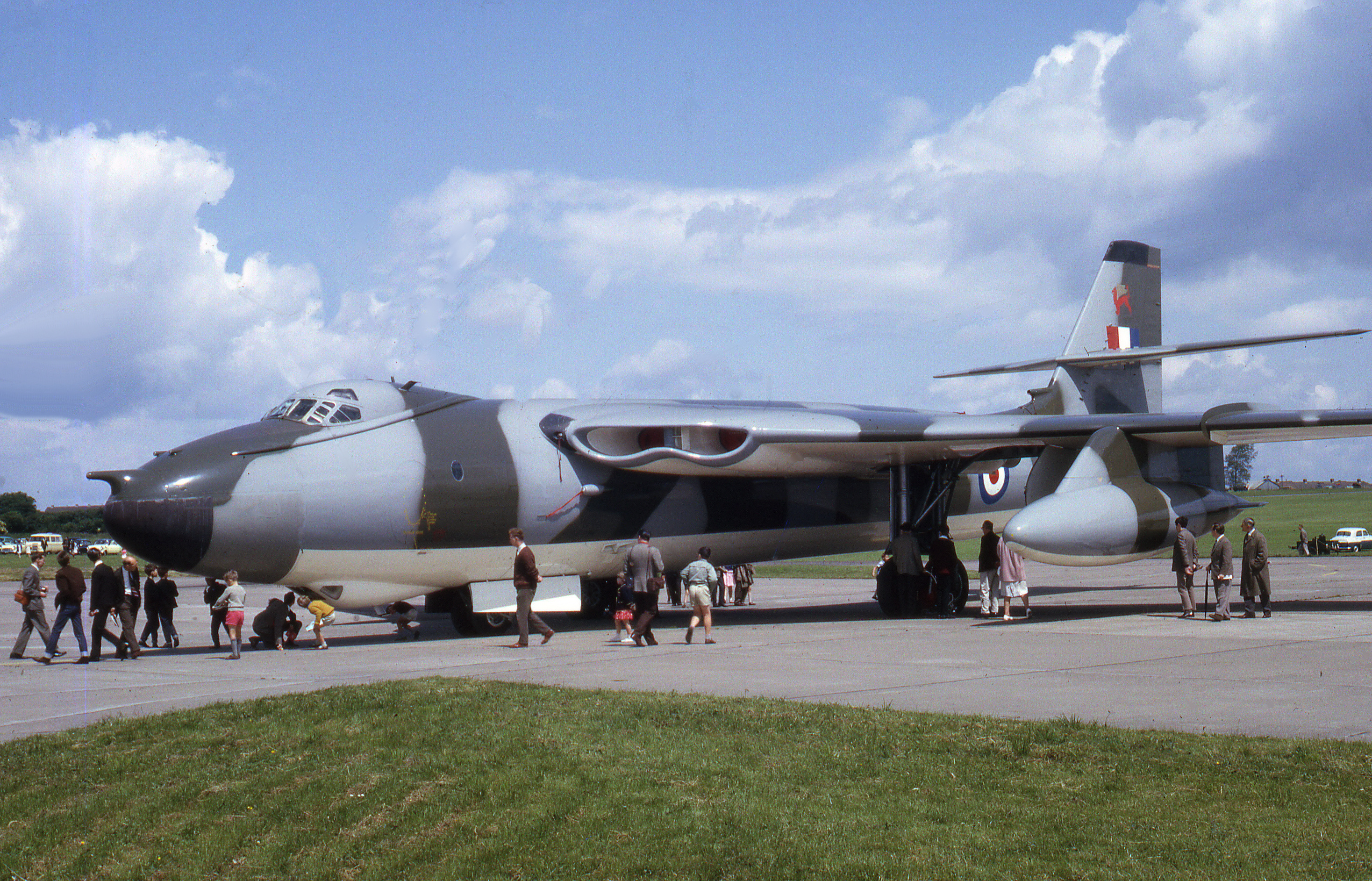
Камуфльований «Валіант» зразка 1960-х років

До цього часу передбачалося, що навіть з Blue Steel протиповітряна оборона Радянського Союзу незабаром покращиться до такої міри, що V-бомбардувальникам буде важко атакувати свої цілі, і лунали заклики до розробки модифікації Blue Steel II з дальністю дії щонайменше 1100 км. Незважаючи на назву, це була абсолютно нова ракета, а не розробка Mark I. Міністр авіації Дункан Сендіс наполягав на тому, щоб першочергове завдання було введення Mark I на озброєння, тому розробка Mark II було скасовано в кінці 1959 року. Потрібні були значні модифікації, щоб "переможці" могли носити Blue Steel. Вони включали структурні зміни бомбового відсіку. Були встановлені нові двигуни Conway RCo.17 потужністю 92 кН разом із системою запалювання в камері згоряння, щоб дозволити одночасно запускати всі чотири двигуни та скоротити час злету до 1,5 хвилини на літак. Загалом 23 літаки Victor B.2 були модернізовані до нового стандарту, відомого як B.2R, і ще два були вже побудовані в такій модифікації.
Тоді британський уряд звернувся до Skybolt, американської ракети, яка поєднувала дальність дії Blue Streak з мобільним базуванням Blue Steel, і була достатньо маленькою, щоб бомбардувальники Vulcan могли перевозити дві одиниці у бомбовому відсіку. Озброєна британською боєголовкою Red Snow покращило б можливості V-бомбардувальників Великої Британії та продовжить термін їх експлуатації до кінця 1960-х і початку 1970-х років. У лютому 1960 року Комітет з оборони Кабміну схвалив придбання Skybolt. Vulcan B.2 були модифіковані, щоб нести пару ракет Skybolt. Їх оснастили двигунами Bristol Olympus 301 потужністю 89 кН, посиленими крилами та двома спеціальними точками кріплення. Британська боєголовка була розроблена для розміщення в носовому конусі Скайболта, і 9 грудня 1961 року на аеродромі West Freugh були проведені фіктивні випробування. Втім змінити контстрікцію "Вікторів" виявилося неможливим. 31 грудня 1962 року проект раптово був зупинений, у зв'язку з тим, що уряд США скасував продаж Skybolt, але залишкові точки кріплення використовувалися для AN/ALQ-101 електронних контрзаходів під час Фолклендської війни. Щоб замінити Скайболта, прем’єр-міністр Гарольд Макмілан 3 січня 1963 року домовився про Нассауську угоду з президентом Сполучених Штатів Джоном Ф. Кеннеді, згідно з якою США погодилися надати Великій Британії балістичні ракети для підводних човнів Polaris. Це означало початок кінця ядерного стримування бомбардувальників V, але минуло ще шість років, перш ніж підводні човни були побудовані і Королівський флот зміг взяти на себе роль ядерного стримування.

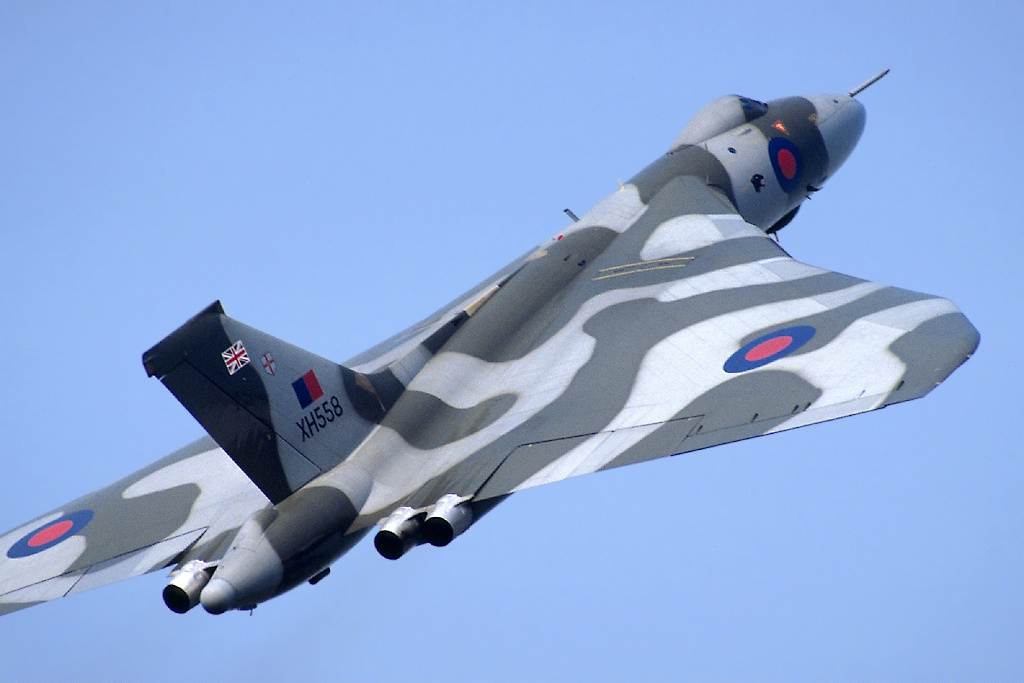
Avro Vulcan XH558

Незважаючи на те, що спочатку входили до сил V три ескадрильї Valiants, воно були призначені для "SACEUR" як частина ТСБ (Тактичні Сили Бомбардувальників), залишаючись частиною командування бомбардувальників для навчання та управління. Коли нові Victors і Vulcans почали з'являтися у військах, Valiants став надлишком до запланованих V-сил у 144 літаки. Пропонувалося, що 24 Valiants можуть замінити 64 бомбардувальники Canberra. Це означало чисельне скорочення сил доступних SACEUR, але покращення можливостей завдяки всепогодному удару Valiants. Рішення було прийнято Радою авіації 15 травня 1958 року. 1 січня 1960 року першою стала 207 ескадрилья. За нею 1 липня 1960 року була призначена 49 ескадрилья, а 13 липня — 148 ескадрилья. 49 ескадрилья перемістилася на аеродром "Marham", так щоб всі три ескадрильї були зосереджені там. Кожен із літаків був оснащений двома ядерними бомбами Mark 28, наданими проектом E. Три ескадрильї ТСБ в кінцевому підсумку стали єдиними ескадрильями бомбардувальників Valiant, оскільки всі інші були розформовані або перетворені на роль танкерів або стратегічних розвідників. Вони прийняли систему оповіщення про швидке реагування від "SACEUR", згідно з якою три озброєні літаки завжди були готові злетіти протягом 15 хвилин. Вони також були першими бомбардувальниками V, які взяли на себе ударну роль на низькій висоті , а їхнє біле лакофарбове покриття було замінено зеленим камуфляжем. Під час Кубинської ракетної кризи кожна ескадрилья V тримала один повністю озброєний літак та екіпаж у 15-хвилинній готовності.
До 1963 року Командування Британії було переконані, що для того, щоб мати шанс вижити, бомбардувальники V доведеться атакувати на низькій висоті. На висоті нижче 910 м, але через це радар був менш ефективним через рельєф землі. У березні 1963 року трьом ескадрильям Vulcan B.1A на аеродромі Waddington і чотирьом ескадрильям Victor B.1A на аеродромі Honington і аеродромі Cottesmore було наказано почати готуватися до завдань на малій висоті. Ознакою нової доктрини була заміна їхнього білого лакофарбового покриття на зелений камуфляж, 24 травня 1964 року перефарбований був перший Vulcan з номером XH505. Вони також були оснащені новими системами постанови перешкод, обладнанням для наземного позиціонування та радаром для спостереження за місцевістю. Випробування проведені у Великій Британії та в Вумері показали що Blue Steel можна запустити з низької висоти. Бомби вільного падіння Yellow Sun та Mark 2 відрізнялась конструкцією і тому оснащені нею бомбардувальники-V повинні були піднятися на середню висоту, щоб скинути їх. Була розроблена нова бомба WE.177. Поставки WE.177B потужністю 450 кілотонн тротилу почалися у вересні 1966 року. Завдяки проекту E та впровадженню меншої та легкої бомби Red Beard, яка надійшла на озброєння в 1960 році, до середини 1960-х років Канберрас і повітряна армія Королівського флоту змогли доставляти ядерну зброю, але їхня потужність була незначною порівняно з бомбардувальниками Victor і Vulcan.

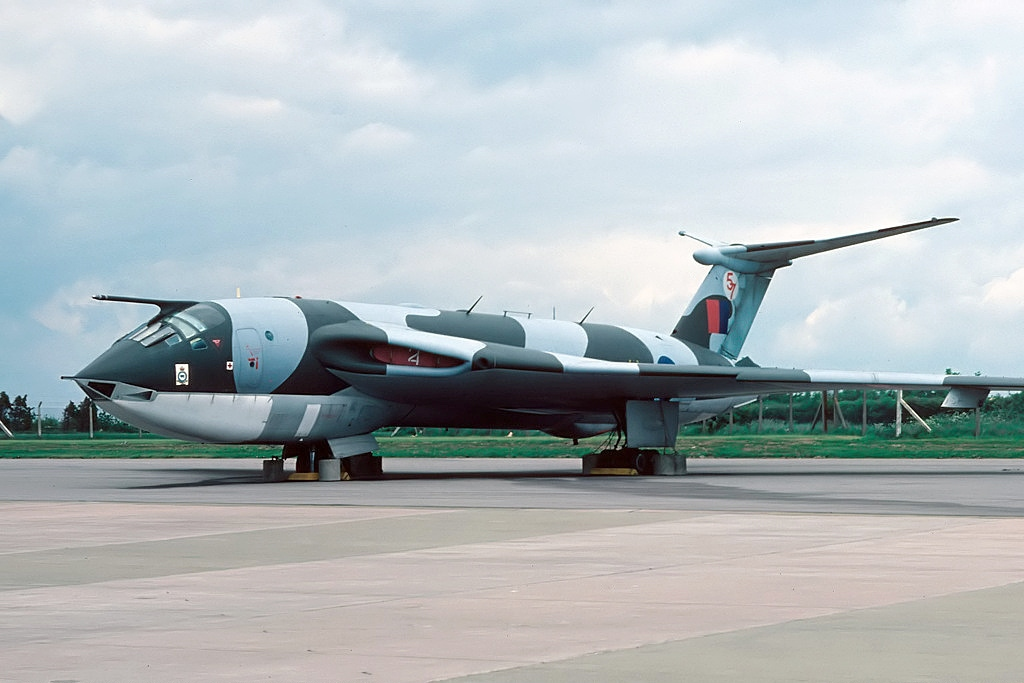
Victor XH649

Бомбардувальники V були офіційно відсторонені від своєї ролі британського стратегічного ядерного стримування, яке офіційно перейшло до підводних човнів з балістичними ракетами Polaris Королівського флоту 1 липня 1969 року. Остання місія Blue Steel була здійснена 21 грудня 1970 року. П’ять ескадрильй Vulcan продовжували служити зі зброєю WE.177B у тактичній ролі в Європі разом із "SACEUR". 9 і 35 ескадрильї перемістилися на аеродром Akrotiri, що на Кіпрі, де вони замінили бомбардувальники Canberra для підтримки "CENTO" та операцій на південному фланзі НАТО. Вони були вилучені в 1975 році після турецького вторгнення на Кіпр. У 1981 році цю роль досі призначали шістьом ескадрильям Вулканців зі зброєю WE.177. Останні чотири ескадрильї, що залишилися, збиралися розформуватись у 1982 році, коли їх залучили у війні за Фолклендські острови.

## Бойове застосування

### Суецька криза
Першим V-бомбардувальником, який використовувався в бою зі звичайними бомбами, був «Доблестний» в операції «Мушкетер», англо-французькій військовій відповіді під час Суецької кризи 1956 року. Це був перший і єдиний випадок, коли «Доблесні» скидували бомби під час бойових дій. Підрозділи Повітряного Командування почали розгортатися на Мальті у вересні 1956 року, а коли Ізраїль напав на Єгипет 29 жовтня 1956 року, чотири ескадрильї «Доблесних» — 138, 148, 207 та 214 — базувалися на аеродромі Лука. 138-я ескадрилья була єдиною з повним складом з восьми «Валіантів»; у 148 і 207 було по шість, у 214 – лише чотири. Початковою метою було нейтралізувати єгипетські ВПС, які, як вважалося, мали близько 100 реактивних винищувачів МіГ-15 та 30 двомоторних реактивних бомбардувальників Іл-28. Було відомо, що єгипетська радарна система раннього попередження не працювала через відсутність технічного обслуговування та запасних частин, тому бомбардувальникам було наказано діяти вночі, коли візуально контрольована оборона буде найменш ефективною. Це означало повернення до тактики, яку використовувало бомбардувальники під час Другої світової війни. "Доблесні" не були ані підготовлені, ані оснащені для такої місії. Не всі Valiants були оснащені Системою навігації та бомбардування (СНБ), і вона не працювала у всіх тих, що були. Це змусило повернутися до старішого візуального бомбового прицілу. Valiants і Canberras були обладнані радіонавігаційною системою Gee-H, але її не можна було використовувати, оскільки на Близькому Сході не було маяків. Однак Valiants також були оснащені радаром Green Satin, який можна було використовувати в тих умовах.
Перша місія була здійснена 31 жовтня у співпраці з бомбардувальниками Канберри з Мальти та Кіпру. Ціль – п'ять єгипетських авіабаз у районі Каїра, включаючи західну авіабазу в Каїрі. В останню хвилину було виявлено, що п'ятнадцять американських транспортних літаків перебували на заході Каїра, які евакуювали цивільних, і ціль довелося змінити, поки бомбардувальники вже були в повітрі. Доблесні скинули маркери цілі, а потім Канберрас скинув ракети. Це дозволило іншим Канберрам скидати бомби на злітно-посадкові смуги. Ця тактика повторилася під час нападів на чотири аеродроми в дельті Нілу та вісім у районі Суецького каналу протягом наступних двох ночей. Остання місія Valiant була здійснена 3 листопада проти острова Ель-Агамі, який вважався складом для ремонту підводних човнів. До моменту завершення операцій було скинуто 460 тонн бомб, половина з яких впала в межах 590 м від своїх цілей. Результати були не вражаючими. Три з семи головних єгипетських авіабаз залишилися повністю функціонуючими, на одній була скорочена злітно-посадковою смуга, а одна мала три кратери, які потребували заповнення. Єдиною авіабазою, яка повністю вийшла з ладу, був Каїр Вест, і то лише через знесення єгиптян.

### Операції на Дальньому Сході
29 жовтня 1957 року три «Валіанти» з 214-ї ескадрильї вилетіли до аеродрому "Changi" у Сінгапурі на два тижні, щоб отримати досвід польотів на Далекому Сході. Це було відоме як "Вправа Profiteer". Згодом невеликі загони «Валіантів» і «Вулканів» розгорталися на Далекому Сході на два тижні кожні три місяці до червня 1960 року. Незважаючи на те, що в цей час була війна в Малайї, жоден з тих літаків не брав участі в бойових діях. Коли Valiants були призначені SACEUR для операцій в Європі, звичайну місію на Близькому Сході було призначено вулканам з аеродрому Waddington, а на Далекому Сході було віддано Victors, що базувалися на аеродромі Cottesmore і Honington. Коли в грудні 1963 року індонезійське протистояння загострилося, вісім «Вікторів» із 10-ї та 15-ї ескадрилій були відправлені на Далекий Схід, де вони базувалися на аеродромі "Tengah" і аеродромі ВПС Малайзії "Butterworth". У березні 1964 року 10 ескадрилья була розформована, а в жовтні — 15. 12 ескадрилья 12(B) замінила з жовтня. Вулкани були відкликані до Великої Британії в грудні 1964 року, тоді як відповідальність за Далекий Схід лягла на тимчасові загони Vulcans зі складу 9, 12 і 35 ескадрилій з 16 літаками на короткий період. Після березня 1965 року напруженість зменшилася, а чисельність загону була скорочена до чотирьох літаків. Оскільки крило Waddington було переобладнано на Mk2 Vulcan, відповідальність було передано на 44, 50 та 101 ескадрильї. Щорічні розгортання на підтримку того регіону тривали кілька років.

### Фолклендська війна

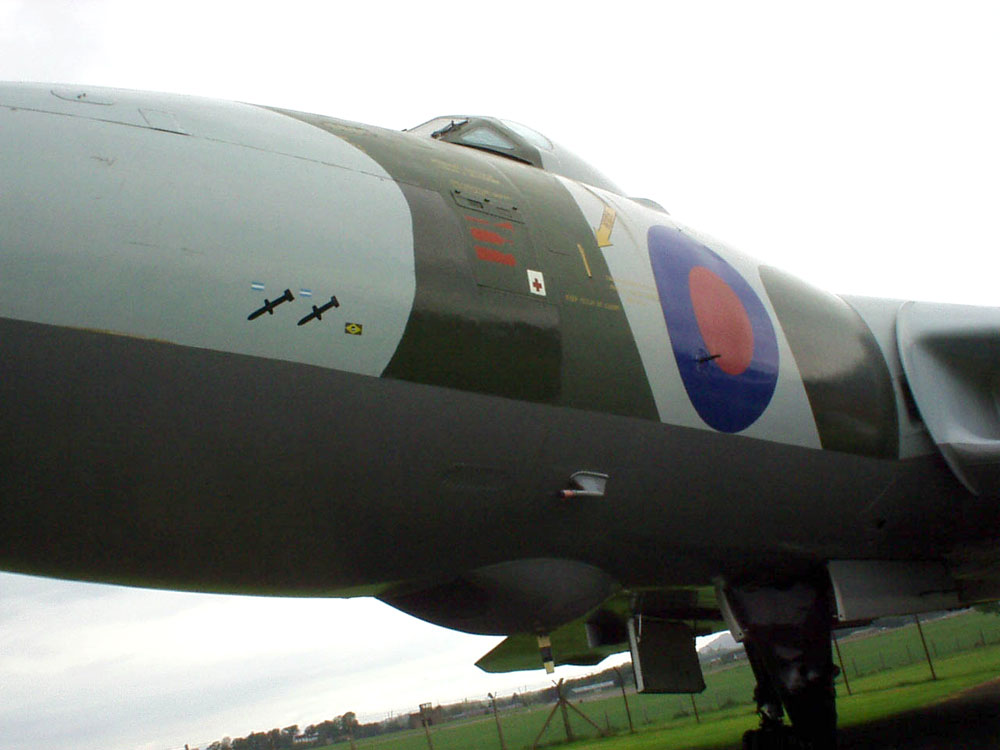
Vulcan XM597, 2 ракети зображені на фузеляжі свідчать про участь в місії "Black Buck".

Під час Фолклендської війни 1982 року бомбардувальники «Вулкан» із 44, 50 та 101 ескадрилій за підтримки заправників «Віктор» із 55 та 57 ескадрилій виконали серію із семи надзвичайно далеких наземних місій проти аргентинських позицій на Фолклендських островах. Операція мала кодову назву "Black Buck". Цілі місій полягали в нападі на аеропорт Порт-Стенлі та його охорону. Хоча вулканці були здатні носити звичайні боєприпаси, цього давно не робили. Щоб нести двадцять одну 450 кг бомби, знадобилося три бомбардувальники, кожен з яких містив по сім бомб на борту. Їх скидання контролювалося панеллю на станції навігатора, відомою як "90-стороння", яка контролювала електричні з’єднання кожної бомби, і, як стверджується, забезпечувала 90 різних послідовностей для випуску бомб. Жоден з Vulcans на аеродромі Waddington не був оснащений необхідними бомботримачами, або 90-сторонніми панелями. Обшук на складах запасів у Воддінгтоні та аеродромі "Scampton" виявив 90-сторонні панелі, які були встановлені та перевірені, але знайти достатню кількість підготовлених бомбардувальників виявилося важче. Хтось згадав, що деякі були передані на базу зберігання в Ньюарк-он-Трент, і після перевірки їх звідти доставили назад на аеродроми. Знайти достатню кількість бомб також виявилося складним завданням, доступно було лише 167 бомб, а дехто мав відлиті бомбові футляри замість бажаних оброблених. З 14 по 17 квітня 1982 р. проводилося навчання екіпажів скидувати звичайні бомби та процедури дозаправки в польоті.
Польоти на відстань майже 12 600 км і 15 годин на зворотну дорогу були найдальшими бомбардуваннями в історії на той час. Рейди "Black Buck" проводилися з острова Вознесіння, недалеко від екватора. Вулканцям не вистачало дальності польоту до Фолклендських островів без дозаправки кілька разів, як і переобладнаним танкерам «Віктор», тому їх теж довелося дозаправляти в польоті. Для двох Vulcans знадобилося одинадцять танкерів, що представляло собою величезні логістичні зусилля та витрати, оскільки всі літаки мали використовувати лише один аеропорт. Літаки могли разом нести, або двадцять одну 450 кг бомбу всередині фюзеляжу, або дві чи чотири протирадіолокаційні ракети Shrike зовні. З п’яти рейдів Black Buck, які були виконані, три були націлені на злітно-посадкову смуги аеродрому Стенлі та оперативних об’єктів, а дві інші були протирадіолокаційними місіями з використанням ракет Shrike проти тривимірного радара дальньої дії "Westinghouse" AN/TPS-43 у районі Порт-Стенлі.

## Недоліки літаків
У липні 1964 року у 543-ї ескадрильї «Валіант» (WZ394), який перебував в Родезії, були виявлені тріщини на лонжероні, і його переправили назад до Великої Британії для ремонту. Наступного місяця під час тренувальних навчань над Уельсом був пошкоджений лонжерон крила «Валіант» із підрозділу оперативного переобладнання № 232 (WP217). Увесь флот Valiant був перевірений, і в багатьох виявлено значні тріщини на лонжеронах крил. Ті у яких вважалося, що пошкоджені незначні або не були пошкоджені, були дозволені до польоту, але з тимчасовим обмеженням до максимальної швидкості 460 км/год, максимального навантаження 0,5 g, та максимального крена в 30 градусів. Коли Vickers розпочав ремонт, було виявлено, що пошкодження були більш серйозними, ніж вважалося, і весь флот був виведений з експлуатації 9 грудня 1964 року. Спочатку вважалося, що причиною був перехід на політ на низькій висоті, але тріщини були виявлені також у Valiants, які використовувалися як літаки-заправники та стратегічні розвідники, і не літали на низькій висоті. Тоді підозра впала на використаний алюмінієвий сплав DTD683. Один Valiant (XD816) залишився на озброєнні в якості випробувального літака, після того як він був повторно зміщений.

## Електронна протидія та розвідка

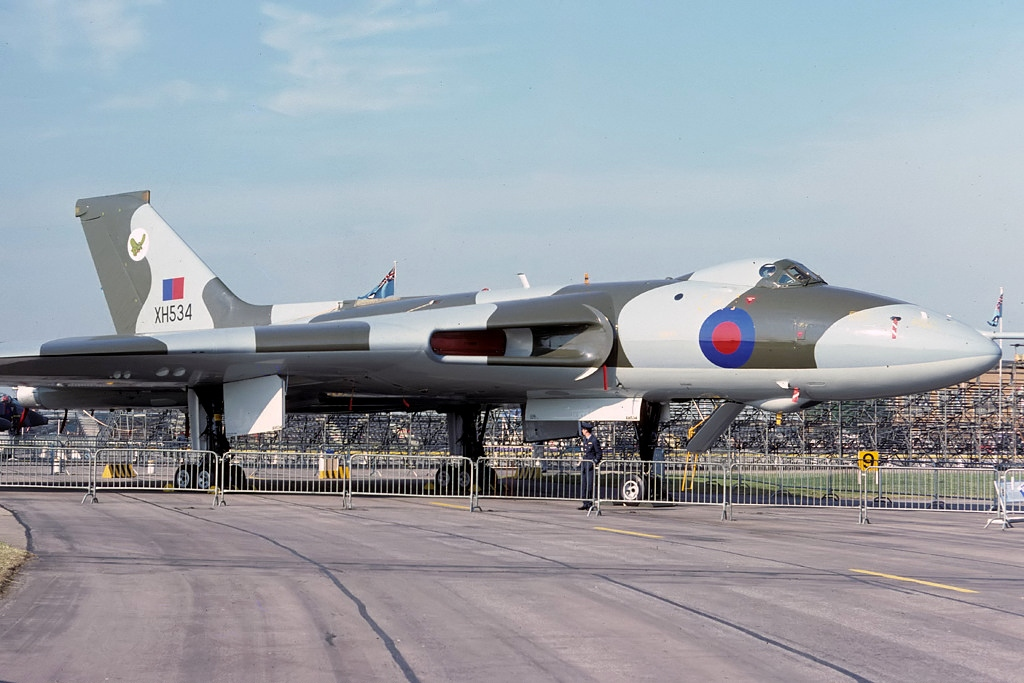
Vulcan XH534 модифікований для розвідки в 1977 році

«Валіантс» служив у фоторозвідці в 543-й ескадрильї, починаючи з другої половини 1955 року. Принаймні сім «Валіантів» були призначені на роль літака протиелектронної протидії, які служили в 199-й ескадрильї з 30 вересня 1957 року. Ці літаки в кінцевому підсумку були оснащені передавачами перешкод APT-16A і ALT-7, глушниками для "сигар" і "килимів", приймачами для «нюхання» APR-4 і APR-9. Після того, як були виведені з експлуатації, графік розробки фоторозвідувального варіанту Victor, відомого як SR.2, був прискорений. Прототип (XL165) здійснив перший політ 23 лютого 1965 року, а перший літак (XL230) був доставлений до 543 ескадрильї 18 травня 1965 року. Victor SR.2 проводили масштабну фотозйомку, яка передбачала збільшення свого значення після того, як бомбардувальники перейшли до завдань на низькій висоті. 543-я ескадрилья була розформована 31 травня 1974 року, але політ із екіпажами до чотирьох осіб виконувалися до 30 березня 1975 року для участі у французьких випробуваннях ядерної зброї в Тихому океані. Відповідальність за роль розвідки перейшла до 27-ї ескадрильї, яка була переформована в листопаді 1973 року і керувала Vulcan SR.2. 27-а ескадрилья була розформована в березні 1982 року.

## Дозаправка
Частина літаків Victor були переобладнанні на літаки-заправники. Вони активно використовувалися під час Фолклендських війни.